# Scarabaeus platynotus
Scarabaeus platynotus es una especie de escarabajo del género Scarabaeus, familia Scarabaeidae. Fue descrita científicamente por Bates en 1888.
Habita en la región afrotropical (Tanzania, Mozambique, provincia de Transvaal).